# Vonsild Sogn
Vonsild Sogn er et sogn i Kolding Provsti (Haderslev Stift).
I 1800-tallet var Dalby Sogn anneks til Vonsild Sogn. Begge sogne hørte til Nørre Tyrstrup Herred i Vejle Amt. Trods annekteringen udgjorde de hver sin sognekommune. Ved kommunalreformen i 1970 blev både Vonsild og Dalby indlemmet i Kolding Kommune.
I Vonsild Sogn ligger Vonsild Kirke.
I sognet findes følgende autoriserede stednavne:
- Godrum (bebyggelse)
- Hedehuse (bebyggelse)
- Hoppeshuse (bebyggelse)
- Svanemose (areal, bebyggelse)
- Vonsild (bebyggelse, ejerlav)
- Vonsild Skov (areal)
- Vonsildgård (landbrugsejendom)
- Kokholm (landbrugsejendom)

## Historie
Vonsild Sogn er bl.a. kendt for sognepræsten Johannes Rüde, der i sidste halvdel af 1600-tallet lavede nogle enestående levnedsbeskrivelser (nekrologer) af sine sognebørn. I 1685-1707 formåede Rüde at nedskrive omkring 260 levnedsbeskrivelser i Vonsild kirkebog. Desuden er hans tillysningsbog fra 1678-1683 bevaret med alle officielle meddelelser fra prædikestolen. 
Under besættelsen 1940-45 blev Vonsild Forsamlingshus i april 1945 udsat for sabotage fra modstandsbevægelsen. I forsamlingshuset boede danske arbejdere, beskæftiget ved skansegravning.